# The Spell (album Alphabeat)
The Spell è il secondo album in studio del gruppo pop danese Alphabeat, pubblicato nel 2009.

## Tracce
The Spell - Edizione danese
1. The Spell – 3:37
2. DJ – 3:28
3. Hole in My Heart – 4:08
4. The Beat Is – 3:21
5. Heat Wave – 3:47
6. Chess – 3:33
7. Heart Failure – 3:33
8. Always Up with You – 3:38
9. Q&A – 4:06
10. The Right Thing – 4:11

The Beat Is... - Edizione internazionale
1. The Beat Is – 3:21
2. The Spell – 3:37
3. DJ – 3:28
4. Hole in My Heart – 4:08
5. Chess – 3:33
6. Heart Failure – 3:33
7. Heat Wave – 3:47
8. Always Up with You – 3:38
9. Q & A – 4:06
10. The Right Thing – 4:11
11. Till I Get Round – 3:27